# Stanko Bubalo
Stanko Bubalo (ur. 24 kwietnia 1973 w Širokim Brijegu) – chorwacki piłkarz grający na pozycji napastnika.